# Петрищево (Ступинский район)
Петрищево — деревня в Ступинском районе Московской области в составе Семёновского сельского поселения (до 2006 года входила в Ивановский сельский округ). На 2015 год Петрищево, фактически, дачный посёлок: при 2 жителях в деревне 1 улица — Цветочная и 5 садовых товариществ. В деревне в 1905 году был построен кирпичный часовенный столб, до наших дней не сохранившийся.

## Население
| 2002 | 2006 | 2010 |
| ---- | ---- | ---- |
| 6    | ↘2   | →2   |

Петрищево расположено на северо-западе района, у истоков реки Сосенки, левого притока реки Лопасни, высота центра деревни над уровнем моря — 174 м. Ближайшие населённые пункты: Макеево — около 0,3 км на северо-запад, Привалово — в 1,5 км на юго-запад и Чернышово — примерно в 1,3 км на восток.